# Aire d'attraction de Clermont-Ferrand
L'aire d'attraction de Clermont-Ferrand est un zonage d'étude défini par l'Insee pour caractériser l’influence de la commune de Clermont-Ferrand sur les communes environnantes. Publiée en octobre 2020, elle se substitue à l'aire urbaine de Clermont-Ferrand, qui comportait 182 communes dans le zonage de 2010.

### Carte

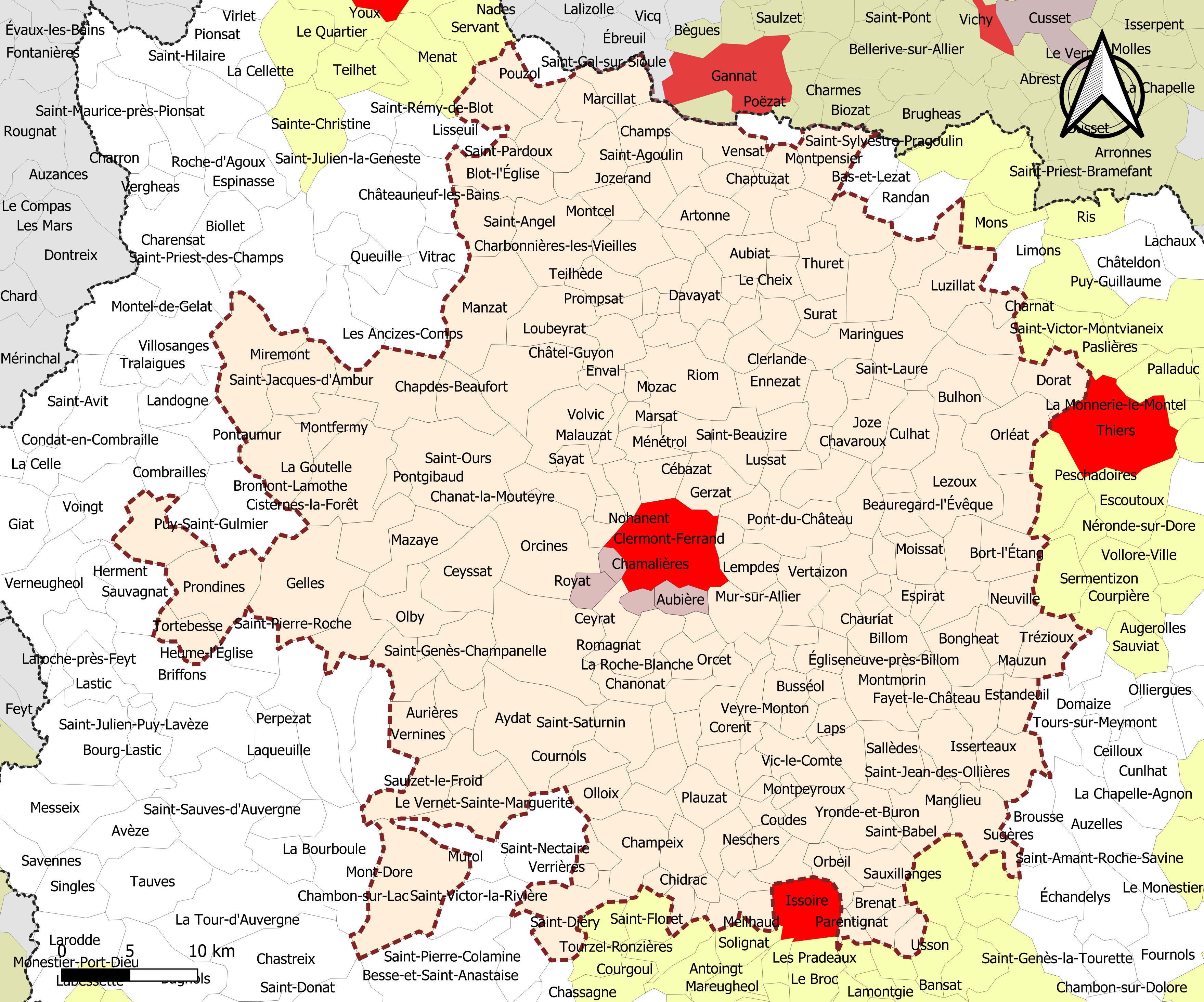
Carte de l'aire d'attraction de Clermont-Ferrand.
Commune-centre
Commune du pôle principal
Commune de la couronne

## Définition
L'aire d'attraction d'une ville est composée d’un pôle, défini à partir de critères de population et d’emploi ainsi que d’une couronne constituée des communes dont au moins 15 % des actifs travaillent dans le pôle. Le pôle d’attraction constitue ainsi un point de convergence des déplacements domicile-travail,.

## Géographie
L’aire d'attraction de Clermont-Ferrand est une aire intra-départementale qui comporte 209 communes dans le Puy-de-Dôme. 

### Composition communale
| Catégorie                  | Département | Communes | Communes |
| Catégorie                  | Département | Nombre   | Libellé |
| -------------------------- | ----------- | -------- | --- |
| Commune-centre             | Puy-de-Dôme | 1        | Clermont-Ferrand. |
| Communes du pôle principal | Puy-de-Dôme | 4        | Aubière, Beaumont, Chamalières, Royat. |
| Communes de la couronne    | Puy-de-Dôme | 204      | Aigueperse, Artonne, Aubiat, Aulnat, Aurières, Authezat, Aydat, Beaumont-lès-Randan, Beauregard-l'Évêque, Beauregard-Vendon, Billom, Blanzat, Blot-l'Église, Bongheat, Bort-l'Étang, Bouzel, Brenat, Bromont-Lamothe, Bulhon, Busséol, Bussières-et-Pruns, Cébazat, Le Cendre, Ceyrat, Ceyssat, Chadeleuf, Chambon-sur-Lac, Champeix, Champs, Chanat-la-Mouteyre, Chanonat, Chapdes-Beaufort, Chappes, Chaptuzat, Charbonnières-les-Varennes, Charbonnières-les-Vieilles, Charnat, Chas, Châteaugay, Châtel-Guyon, Chauriat, Chavaroux, Le Cheix-sur-Morge, Chidrac, Clémensat, Clerlande, Combronde, Corent, Coudes, Cournols, Cournon-d'Auvergne, Le Crest, Crevant-Laveine, Culhat, Davayat, Dorat, Durtol, Effiat, Égliseneuve-près-Billom, Ennezat, Entraigues, Enval, Espirat, Estandeuil, Fayet-le-Château, Aulhat-Flat, Gelles, Gerzat, Gimeaux, Glaine-Montaigut, La Goutelle, Grandeyrolles, Isserteaux, Joze, Jozerand, Laps, Lempdes, Lempty, Lezoux, Loubeyrat, Ludesse, Lussat, Luzillat, Malauzat, Malintrat, Manglieu, Manzat, Marcillat, Maringues, Marsat, Les Martres-d'Artière, Les Martres-de-Veyre, Martres-sur-Morge, Mauzun, Mazaye, Meilhaud, Ménétrol, Mur-sur-Allier, Mirefleurs, Miremont, Moissat, Montaigut-le-Blanc, Montcel, Montfermy, Montmorin, Montpensier, Montpeyroux, Chambaron sur Morge, Mozac, Nébouzat, Neschers, Neuville, Nohanent, Olby, Olloix, Orbeil, Orcet, Orcines, Orléat, Pardines, Parent, Parentignat, Pérignat-lès-Sarliève, Pérignat-sur-Allier, Perrier, Pessat-Villeneuve, Pignols, Plauzat, Pont-du-Château, Pontgibaud, Pouzol, Prompsat, Prondines, Pulvérières, Puy-Saint-Gulmier, Ravel, Reignat, Riom, La Roche-Blanche, La Roche-Noire, Romagnat, Saint-Agoulin, Saint-Amant-Tallende, Saint-André-le-Coq, Saint-Angel, Saint-Babel, Saint-Beauzire, Saint-Bonnet-lès-Allier, Saint-Bonnet-près-Orcival, Saint-Bonnet-près-Riom, Saint-Cirgues-sur-Couze, Saint-Clément-de-Régnat, Saint-Denis-Combarnazat, Saint-Diéry, Saint-Genès-Champanelle, Saint-Georges-sur-Allier, Saint-Hilaire-la-Croix, Saint-Ignat, Saint-Jacques-d'Ambur, Saint-Jean-d'Heurs, Saint-Jean-des-Ollières, Saint-Julien-de-Coppel, Saint-Laure, Saint-Maurice, Saint-Myon, Saint-Ours, Saint-Pardoux, Saint-Pierre-le-Chastel, Saint-Pierre-Roche, Saint-Quintin-sur-Sioule, Saint-Rémy-de-Blot, Saint-Sandoux, Saint-Saturnin, Saint-Vincent, Saint-Yvoine, Sallèdes, Sardon, Saulzet-le-Froid, Sauvagnat-Sainte-Marthe, La Sauvetat, Sayat, Seychalles, Sugères, Surat, Tallende, Teilhède, Thuret, Tortebesse, Trézioux, Usson, Varennes-sur-Morge, Varennes-sur-Usson, Vassel, Vensat, Le Vernet-Sainte-Marguerite, Vernines, Verrières, Vertaizon, Veyre-Monton, Vic-le-Comte, Vinzelles, Volvic, Yronde-et-Buron, Yssac-la-Tourette. |

## Démographie
Cette aire est catégorisée dans les aires de 200 000 à moins de 700 000 habitants, une catégorie qui regroupe 23,6 % de la population au niveau national,.